# Plataforma (informàtica)
|  | Per a altres significats, vegeu «Multiplataforma (desambiguació)». |

En informàtica, una plataforma (de vegades també anomenada plataforma digital o plataforma informàtica o plataforma computacional) és una estructura, ja sigui de programari o de maquinari, que permet a un programari ser executat. Les plataformes de programari més famoses són la plataforma Java i la plataforma Microsoft .NET. La plataforma de maquinari més famosa és la combinació de X86 amb els sistemes operatius Windows, Linux o Mac OS X.